# オマリ・ケリーマン
オマリ・ジャミアン・ケリーマン（Omari Jamian Kellyman, 2005年9月15日 - ）は、イングランドのダービーシャー州ダービー出身のプロサッカー選手。プレミアリーグのチェルシーFC所属。イングランド代表。ポジションはミッドフィールダー。

## 経歴

### 生い立ち
ダービーにて生まれる。父はガーナ、母は北アイルランドの出身。

### ダービー・カウンティ
2012年にダービー・カウンティFCのユースアカデミーに加入。
2021年11月21日、EFLチャンピオンシップのAFCボーンマス戦でベンチ入りしたが、出場はなかった。

### アストン・ヴィラ
2022年3月、プレミアリーグのアストン・ヴィラFCへ完全移籍した。移籍金は60万ポンド。
2023年8月31日、UEFAヨーロッパカンファレンスリーグのハイバーニアンFC戦に出場してプロデビューし、初アシストを記録した。
2024年4月3日のマンチェスター・ユナイテッドFC戦にて、プレミアリーグの公式戦初出場を果たした。

### チェルシー
2024年6月29日にチェルシーFCへ完全移籍し、6年契約を結んだ。移籍金は1,900万ポンド。

## 代表歴
当初は母の出身国である北アイルランドでプレーし、U-17北アイルランド代表、U-18北アイルランド代表に選出された。その後2023年9月に、代表チームを自身の出身国であるイングランドに変更することを発表した。